# Internationale Filmfestspiele von Cannes 1951
Die 4. Internationalen Filmfestspiele von Cannes 1951 fanden vom 3. April bis zum 20. April 1951 statt. In diesem Jahr wurde das Festival in das Frühjahr gelegt, um der Konkurrenz der Filmfestspiele von Venedig terminlich zu entgehen. 

## Wettbewerb
Folgende Film waren in diesem Jahr innerhalb des Wettbewerbs zu sehen:
| Filmtitel                           | Regisseur                          | Produktionsland      | Darsteller (Auswahl)                                |
| Alles über Eva                      | Joseph L. Mankiewicz               | USA                  | Bette Davis, Anne Baxter, George Sanders            |
| La Balandra Isabel llegó esta tarde | Carlos Hugo Christensen            | Venezuela, Brasilien |                                                     |
| Caiçara                             | Adolfo Celi                        | Brasilien            |                                                     |
| La Danza del fuego                  | Daniel Tinayre                     | Argentinien, Spanien |                                                     |
| Doña Diabla                         | Tito Davison                       | Mexiko               | María Félix                                         |
| Edouard und Caroline                | Jacques Becker                     | Frankreich           | Daniel Gélin, Anne Vernon                           |
| Die Falle                           | Martin Frič                        | Tschechoslowakei     |                                                     |
| Der fallende Stern                  | Harald Braun                       | Deutschland          | Werner Krauß, Dieter Borsche, Gisela Uhlen          |
| Fräulein Julie*                     | Alf Sjöberg                        | Schweden             | Anita Björk                                         |
| Das gebändigte Herz                 | Ramón Torrado                      | Spanien              |                                                     |
| Hoffmanns Erzählungen               | Michael Powell, Emeric Pressburger | Großbritannien       | Moira Shearer                                       |
| La Honradez de la cerradura         | Luis Escobar Kirkpatrick           | Spanien              |                                                     |
| Inselbewohner                       | Lucas Demare                       | Argentinien          |                                                     |
| Juliette ou La clef des songes      | Marcel Carné                       | Frankreich           | Gérard Philipe                                      |
| Konflikt des Herzens                | Anthony Asquith                    | Großbritannien       | Michael Redgrave                                    |
| Különös házasság                    | Márton Keleti                      | Ungarn               |                                                     |
| Mit leeren Händen                   | José Antonio Nieves Conde          | Spanien              |                                                     |
| Die Marihuana Story                 | León Klimovsky                     | Spanien, Argentinien |                                                     |
| Melodie des Lebens                  | Grigori Roschal                    | Sowjetunion          |                                                     |
| Napoli milionaria                   | Eduardo De Filippo                 | Italien              | Delia Scala, Totò                                   |
| Ein Platz an der Sonne              | George Stevens                     | USA                  | Montgomery Clift, Elizabeth Taylor, Shelley Winters |
| Ritter des goldenen Sterns          | Juli Raisman                       | Sowjetunion          | Sergei Bondartschuk                                 |
| Robinson warszawski                 | Jerzy Zarzycki                     | Polen                |                                                     |
| Sieg über das Dunkel                | Mark Robson                        | USA                  | Arthur Kennedy                                      |
| I Teleftaia apostoli                | Nikos Tsiforos                     | Griechenland         |                                                     |
| Die tödlichen Träume                | Paul Martin                        | Deutschland          | Rudolf Forster, Will Quadflieg                      |
| Unterwelt von Paris                 | Hervé Bromberger                   | Frankreich           |                                                     |
| Der verbotene Christus              | Curzio Malaparte                   | Italien              | Raf Vallone                                         |
| Die Vergessenen                     | Luis Buñuel                        | Mexiko               |                                                     |
| Verrückter Mittwoch                 | Preston Sturges                    | USA                  | Harold Lloyd                                        |
| Die Vier im Jeep                    | Leopold Lindtberg                  | Schweiz              | Viveca Lindfors                                     |
| Weg der Hoffnung                    | Pietro Germi                       | Italien              | Raf Vallone                                         |
| Das Wunder von Mailand*             | Vittorio De Sica                   | Italien              |                                                     |

* = Grand Prix

## Preisträger
- Grand Prix: Das Wunder von Mailand und Fräulein Julie
- Sonderpreis der Jury: Alles über Eva
- Bester Regisseur: Luis Buñuel für Die Vergessenen
- Beste Schauspielerin: Bette Davis in Alles über Eva
- Bester Schauspieler: Michael Redgrave in Konflikt des Herzens
- Bestes Drehbuch: Terence Rattigan für Konflikt des Herzens
- Bester musikalischer Beitrag: Joseph Kosma in Juliette ou La clef des songes
- Bestes Szenenbild: Souvorov A. Veksler in Melodie des Lebens
- Sonderpreis: Hoffmanns Erzählungen